# Gare de Purettone
Gare de Purettone vasútállomás Franciaországban, Borgo településen.

## Vasútvonalak
Az állomást az alábbi vasútvonalak érintik:
- Bastia-Ajaccio-vasútvonal

## Kapcsolódó állomások
A vasútállomáshoz az alábbi állomások vannak a legközelebb:
- Gare de Tragone
- Gare de la Maison d'arrêt de Borgo